# Maman & Ich: California Dream
Maman & Ich: California Dream (Originaltitel: Mère et Fille: California Dream) ist ein französisch-US-amerikanischer Fernsehfilm von Stéphane Marelli aus dem Jahr 2016 mit Lubna Gourion und Isabelle Desplantes in den Hauptrollen. Der Disney Channel Original Movie hatte am 5. Februar 2016 auf dem französischen Disney Channel Premiere.
Der Film ist Teil der französischen Disney-Channel-Serie Maman & Ich.

## Handlung
Barbara nimmt an einem internationalen Design-Wettbewerb teil und muss dafür nach Los Angeles reisen. Auf ihrer Reise dorthin ist sie aber nicht allein, denn ihre Mutter Isabelle, welche nicht von ihr loslassen kann, begleitet Barbara. Doch die Reise zwischen Paris und Los Angeles läuft nicht nach Plan und beinhaltet viele Hindernisse.
Damit beginnt für Isabelle (eine 41-jährige, geschiedene Mutter) und ihre Tochter Barbara (eine 16-jährige Schülerin) ein abenteuerlicher „Road Trip“ quer durch die USA. Dieser ist geprägt von Verfolgungsjagden und Stunts sowie von Zärtlichkeit, Mitschuld und Humor. Die Reise erfolgt im Hintergrund der Landschaft des Pariser Westens und weiten Teilen der USA. Neben bekannten Gesichtern wie Laurent, dem Vater von Barbara, und ihrem besten Freund Hugo lernen die beiden auch neue Menschen kennen, wie z. B. zwei eifrige Polizisten, eine untypische amerikanische Familie, einen Stylisten der Stars in Hollywood und Laura Marano.

## Besetzung und Synchronisation
Die deutsche Synchronisation entstand unter der Dialogregie und dem Dialogbuch von Sabine Bohlmann durch die Synchronfirma SDI Media Germany GmbH in München.
| Rollenname                | Schauspieler/in     | Synchronsprecher/in     |
| ------------------------- | ------------------- | ----------------------- |
| Barbara Marteau           | Lubna Gourion       | Paulina Rümmelein       |
| Isabelle Marteau          | Isabelle Desplantes | Claudia Lössl           |
| Gaël                      | Arthur Jacquin      | Tobias John von Freyend |
| Hugo                      | Romain Arnolin      | Maximilian Belle        |
| Laurent                   | Grégory Le Moigne   | Jakob Riedl             |
| Laura Marano              | Laura Marano        |                         |
| Animateur                 | Romuald Boulanger   |                         |
| Assistentin von M. Auquet | Maëlise Berdat      |                         |
| Officer Johnson           | Jeff Torres         |                         |
| Officer Carvano           | Andrea Convonton    |                         |
| Melissa McCougan          | Lisa Linke Melissa  |                         |
| M. McCougan               | Jose Lambert        |                         |
| Sigbritt Edvadrsson       | Lilian Solange      |                         |
| Philippo Filippo Petipato | Jordy Altman        |                         |
| Oxana                     | Neraida Bega        |                         |

## Veröffentlichung
Frankreich
Die Premiere auf dem französischen Disney Channel fand am 5. Februar 2016 statt.
Deutschland
Die Premiere in Deutschland fand am 16. Juli 2016 im Disney Channel statt.
International
| Land | Sender                                 | Premiere        | Filmtitel                                                           | Ref.   |
| --- | -------------------------------------- | --------------- | ------------------------------------------------------------------- | ------ |
| Frankreich | Disney Channel Frankreich              | 5. Februar 2016 | Mère et Fille: California Dream                                     | [ 1 ]  |
| Italien | Disney Channel Italien                 | 11. Juni 2016   | Mamma e figlia: California Dream                                    | [ 5 ]  |
| Niederlande Belgien | Disney Channel Niederlande und Belgien | 2. Juli 2016    | Moeder en Dochter: California Dream Mère et Fille: California Dream | [ 6 ]  |
| Deutschland | Disney Channel Deutschland             | 16. Juli 2016   | Maman & Ich: California Dream                                       | [ 4 ]  |
| Polen | Disney Channel Polen                   | 23. Juli 2016   | Matka i córka: Podróż do marzeń                                     | [ 7 ]  |
| Rumänien | Disney Channel Rumänien                | 30. Juli 2016   | Mamă și fiică: Aventuri în California                               | [ 8 ]  |
| Bulgarien | Disney Channel Bulgarien               | 30. Juli 2016   | Майка и Дъщеря: Калифорнийска Мечта                                 | [ 9 ]  |
| Ungarn | Disney Channel Ungarn                  | 30. Juli 2016   | Anya és lánya: Kaliforniai kaland                                   | [ 10 ] |
| Tschechien Slowakei | Disney Channel Tschechien              | 30. Juli 2016   | Máma a já: Kalifornský sen                                          | [ 11 ] |
| Argentinien Bolivien Chile Kolumbien Kuba Costa Rica Ecuador El Salvador Guatemala Haiti Honduras Nicaragua Mexiko Panama Paraguay Peru Dominikanische Republik Uruguay Venezuela | Disney Channel Lateinamerika           | 19. März 2017   | Madre e hija: Sueño de California                                   | [ 12 ] |
| Brasilien | Disney Channel Brasilien               | 19. März 2017   | Mãe e Filha – Sonhos na Califórnia                                  | [ 13 ] |